# The Gashlycrumb Tinies
The Gashlycrumb Tinies: or, After the Outing é um livro abecedário escrito por Edward Gorey que foi publicado pela primeira vez em 1963. Gorey conta a história de 26 crianças (cada uma representando uma letra do alfabeto) e sua morte prematura em rimas dactílicas, acompanhadas pelas ilustrações distintas em preto e branco do autor. É um dos livros mais conhecidos de Edward Gorey, e é o mais conhecido entre seus aproximadamente meia dúzia de alfabetos falsos. Foi descrito como uma "rebelião sarcástica contra uma visão da infância ensolarada, idílica e instrutiva".  O humor mórbido do livro vem em parte das maneiras mundanas em que as crianças morrem, como cair da escada ou engasgar com um pêssego. Longe de ilustrar os pesadelos dramáticos e fantásticos da infância, esses cenários zombam das paranoias banais que fazem parte dos pais.
O primeiro trabalho relacionado aos Gashlycrumb Tinies de um autor diferente detalha as más aventuras que as crianças experimentam que as levam à sua morte final, conforme ilustrado nas ilustrações de Gorey.